# Goodbye, My Love, Goodbye
Singles de Demis Roussos
My Reason
(1972) Forever and Ever
(1973)
Goodbye, My Love, Goodbye est une chanson du chanteur grec Demis Roussos, parue sur son deuxième album Forever and Ever. Elle est sortie en single en 1973 chez Philips.
C'est l'un des plus grands succès commerciaux de Demis Roussos, ayant atteint la première place des classements en Allemagne de l'Ouest, en Belgique, au Danemark, en Espagne, en France, au Portugal et en Suisse.

## Contexte et sortie
La chanson est écrite par Leo Leandros (en), sous le pseudonyme de Mario Panas, Jack Lloyd et Klaus Munro. L'enregistrement est réalisé en 1973 par Leo Leandros.
La chanson a également été enregistrée par Demis Roussos en allemand, sous le même titre, sortie le 9 février 1973, cette version atteint la première place en Allemagne de l'Ouest, en Suisse et la deuxième place en Autriche, ainsi qu'une version en espagnol sous le titre Adiós, amor, adiós, parue en 1978 sur l'album Demis Roussos en castellaño.

## Liste des titres
| A. | Goodbye, My Love, Goodbye | 3:42 |
| B. | Yellow Paper              | 3:04 |

## Crédits
- Demis Roussos – chant
- Mario Panas (en) – écriture, arrangements
- Jack Lloyd – écriture
- Klaus Munro – écriture
- Ralph Gatti – photographie

Crédits adaptés des notes d'accompagnement.

## Classements et certifications
| Classement (1973)                       | Meilleure position |
| --------------------------------------- | ------------------ |
| Allemagne de l'Ouest (Media Control)    | 1                  |
| Autriche (Ö3 Austria Top 40)            | 2                  |
| Belgique (Flandre Ultratop 50 Singles)  | 1                  |
| Belgique (Wallonie Ultratop 50 Singles) | 1                  |
| Danemark (IFPI)                         | 1                  |
| Espagne (El Musical)                    | 1                  |
| France (IFOP)                           | 1                  |
| Grèce (Hellinikos Vorras–Epikera)       | 5                  |
| Italie (Musica e dischi)                | 9                  |
| Luxembourg (Billboard)                  | 1                  |
| Pays-Bas (Nederlandse Top 40)           | 3                  |
| Pays-Bas (Nationale Hitparade)          | 2                  |
| Norvège (VG-lista)                      | 3                  |
| Portugal (IFPI)                         | 1                  |
| Suisse (Schweizer Hitparade)            | 1                  |
| Suisse romande (RSR)                    | 2                  |

| Classement (1973)                    | Position |
| ------------------------------------ | -------- |
| Allemagne de l'Ouest (Media Control) | 1        |
| Autriche (Ö3 Austria Top 40)         | 5        |
| Belgique (Flandre Ultratop)          | 6        |
| France (SNEP)                        | 13       |
| Pays-Bas (Nederlandse Top 40)        | 23       |
| Pays-Bas (Nationale Hitparade)       | 25       |
| Suisse (Schweizer Hitparade)         | 1        |

### Certification
| Région                         | Certification | Ventes/Streams |
| ------------------------------ | ------------- | -------------- |
| France (SNEP)                  | Or            | 500 000*       |
| *Ventes selon la certification |               |                |